# Список астероїдів (15401—15500)
| Назва                             | Тимчасове позначення | Дата відкриття    | Місце відкриття                         | Відкривач                      |
| --------------------------------- | -------------------- | ----------------- | --------------------------------------- | ------------------------------ |
| (15401) 1997 VE4                  | 1997 VE4             | 4 листопада 1997  | Обсерваторія Ґекко                      | Тецуо Каґава, Такеші Урата     |
| 15402 Suzaku                      | 1997 VY5             | 9 листопада 1997  | Моріяма (Сіґа)                          | Ясукадзу Ікарі                 |
| 15403 Мериньяк (Merignac)         | 1997 VH6             | 9 листопада 1997  | Обсерваторія Ондржейов                  | Ленка Коткова                  |
| (15404) 1997 VE8                  | 1997 VE8             | 6 листопада 1997  | Станція Сінлун                          | SCAP                           |
| (15405) 1997 WJ7                  | 1997 WJ7             | 19 листопада 1997 | Обсерваторія Наті-Кацуура               | Йошісада Шімідзу, Такеші Урата |
| 15406 Блайбтрой (Bleibtreu)       | 1997 WV12            | 23 листопада 1997 | Обсерваторія Кітт-Пік                   | Spacewatch                     |
| 15407 Udakiyoo                    | 1997 WM16            | 24 листопада 1997 | Моріяма (Сіґа)                          | Ясукадзу Ікарі                 |
| (15408) 1997 WU21                 | 1997 WU21            | 30 листопада 1997 | Обсерваторія Оїдзумі                    | Такао Кобаяші                  |
| (15409) 1997 WQ31                 | 1997 WQ31            | 29 листопада 1997 | Сокорро (Нью-Мексико)                   | LINEAR                         |
| (15410) 1997 YZ                   | 1997 YZ              | 19 грудня 1997    | Вумера                                  | Френк Золотовскі               |
| (15411) 1997 YL1                  | 1997 YL1             | 18 грудня 1997    | Станція Сінлун                          | SCAP                           |
| 15412 Шефер (Schaefer)            | 1998 AU3             | 2 січня 1998      | Обсерваторія Кітт-Пік                   | Spacewatch                     |
| (15413) 1998 BX9                  | 1998 BX9             | 22 січня 1998     | Обсерваторія Кітт-Пік                   | Spacewatch                     |
| (15414) 1998 BC35                 | 1998 BC35            | 26 січня 1998     | Обсерваторія Кітт-Пік                   | Spacewatch                     |
| 15415 Ріка (Rika)                 | 1998 CA1             | 4 лютого 1998     | Обсерваторія Кума Коґен                 | Акімаса Накамура               |
| (15416) 1998 DZ2                  | 1998 DZ2             | 21 лютого 1998    | Станція Сінлун                          | SCAP                           |
| 15417 Вавилон (Babylon)           | 1998 DH34            | 27 лютого 1998    | Обсерваторія Ла-Сілья                   | Ерік Вальтер Ельст             |
| (15418) 1998 DU35                 | 1998 DU35            | 27 лютого 1998    | Обсерваторія Азіаґо                     | Джузеппе Форті, Маура Томбеллі |
| (15419) 1998 FZ62                 | 1998 FZ62            | 20 березня 1998   | Сокорро (Нью-Мексико)                   | LINEAR                         |
| 15420 Еедугласс (Aedouglass)      | 1998 HQ31            | 28 квітня 1998    | Обсерваторія Кітт-Пік                   | Spacewatch                     |
| 15421 Адаммалін (Adammalin)       | 1998 HM81            | 21 квітня 1998    | Сокорро (Нью-Мексико)                   | LINEAR                         |
| (15422) 1998 QP45                 | 1998 QP45            | 17 серпня 1998    | Сокорро (Нью-Мексико)                   | LINEAR                         |
| (15423) 1998 QR91                 | 1998 QR91            | 28 серпня 1998    | Сокорро (Нью-Мексико)                   | LINEAR                         |
| (15424) 1998 QE100                | 1998 QE100           | 26 серпня 1998    | Обсерваторія Ла-Сілья                   | Ерік Вальтер Ельст             |
| 15425 Вельцл (Welzl)              | 1998 SV26            | 24 вересня 1998   | Обсерваторія Ондржейов                  | Петр Правец                    |
| (15426) 1998 SW43                 | 1998 SW43            | 26 вересня 1998   | Станція Сінлун                          | SCAP                           |
| 15427 Шабас (Shabas)              | 1998 SP61            | 17 вересня 1998   | Станція Андерсон-Меса                   | LONEOS                         |
| (15428) 1998 SV128                | 1998 SV128           | 26 вересня 1998   | Сокорро (Нью-Мексико)                   | LINEAR                         |
| (15429) 1998 UA23                 | 1998 UA23            | 30 жовтня 1998    | Вішнянська обсерваторія                 | Корадо Корлевіч                |
| (15430) 1998 UR31                 | 1998 UR31            | 22 жовтня 1998    | Станція Сінлун                          | SCAP                           |
| (15431) 1998 UQ32                 | 1998 UQ32            | 30 жовтня 1998    | Станція Сінлун                          | SCAP                           |
| (15432) 1998 VA5                  | 1998 VA5             | 11 листопада 1998 | Вішнянська обсерваторія                 | Корадо Корлевіч                |
| (15433) 1998 VQ7                  | 1998 VQ7             | 10 листопада 1998 | Сокорро (Нью-Мексико)                   | LINEAR                         |
| 15434 Міттал (Mittal)             | 1998 VM25            | 10 листопада 1998 | Сокорро (Нью-Мексико)                   | LINEAR                         |
| (15435) 1998 VS28                 | 1998 VS28            | 10 листопада 1998 | Сокорро (Нью-Мексико)                   | LINEAR                         |
| (15436) 1998 VU30                 | 1998 VU30            | 10 листопада 1998 | Сокорро (Нью-Мексико)                   | LINEAR                         |
| (15437) 1998 VS35                 | 1998 VS35            | 9 листопада 1998  | Станція Сінлун                          | SCAP                           |
| 15438 Joegotobed                  | 1998 WF1             | 17 листопада 1998 | Каталінський огляд                      | Каталінський огляд             |
| (15439) 1998 WV1                  | 1998 WV1             | 18 листопада 1998 | Обсерваторія Оїдзумі                    | Такао Кобаяші                  |
| (15440) 1998 WX4                  | 1998 WX4             | 19 листопада 1998 | Каталінський огляд                      | Каталінський огляд             |
| (15441) 1998 WJ9                  | 1998 WJ9             | 27 листопада 1998 | Вішнянська обсерваторія                 | Корадо Корлевіч                |
| (15442) 1998 WN11                 | 1998 WN11            | 21 листопада 1998 | Сокорро (Нью-Мексико)                   | LINEAR                         |
| (15443) 1998 WM19                 | 1998 WM19            | 23 листопада 1998 | Сокорро (Нью-Мексико)                   | LINEAR                         |
| (15444) 1998 WT23                 | 1998 WT23            | 25 листопада 1998 | Сокорро (Нью-Мексико)                   | LINEAR                         |
| (15445) 1998 XE                   | 1998 XE              | 1 грудня 1998     | Станція Сінлун                          | SCAP                           |
| (15446) 1998 XQ4                  | 1998 XQ4             | 12 грудня 1998    | Обсерваторія Оїдзумі                    | Такао Кобаяші                  |
| (15447) 1998 XV4                  | 1998 XV4             | 12 грудня 1998    | Обсерваторія Оїдзумі                    | Такао Кобаяші                  |
| 15448 Сіґворс (Siegwarth)         | 1998 XT21            | 10 грудня 1998    | Обсерваторія Кітт-Пік                   | Spacewatch                     |
| (15449) 1998 XS30                 | 1998 XS30            | 14 грудня 1998    | Сокорро (Нью-Мексико)                   | LINEAR                         |
| (15450) 1998 XV40                 | 1998 XV40            | 14 грудня 1998    | Сокорро (Нью-Мексико)                   | LINEAR                         |
| (15451) 1998 XK42                 | 1998 XK42            | 14 грудня 1998    | Сокорро (Нью-Мексико)                   | LINEAR                         |
| 15452 Ібрамохаммед (Ibramohammed) | 1998 XL52            | 14 грудня 1998    | Сокорро (Нью-Мексико)                   | LINEAR                         |
| 15453 Brasileirinhos              | 1998 XD96            | 12 грудня 1998    | Мерида (Венесуела)                      | Орландо Наранхо                |
| (15454) 1998 YB3                  | 1998 YB3             | 17 грудня 1998    | Обсерваторія Оїдзумі                    | Такао Кобаяші                  |
| (15455) 1998 YJ3                  | 1998 YJ3             | 17 грудня 1998    | Обсерваторія Оїдзумі                    | Такао Кобаяші                  |
| (15456) 1998 YP3                  | 1998 YP3             | 18 грудня 1998    | Обсерваторія Клеть                      | Обсерваторія Клеть             |
| (15457) 1998 YN6                  | 1998 YN6             | 18 грудня 1998    | Коссоль                                 | ODAS                           |
| (15458) 1998 YW9                  | 1998 YW9             | 25 грудня 1998    | Вішнянська обсерваторія                 | Корадо Корлевіч, Маріо Юріч    |
| (15459) 1998 YY9                  | 1998 YY9             | 25 грудня 1998    | Вішнянська обсерваторія                 | Корадо Корлевіч, Маріо Юріч    |
| 15460 Манка (Manca)               | 1998 YD10            | 25 грудня 1998    | Обсерваторія Пістоїєзе                  | Андреа Боаттіні, Лучано Тезі   |
| 15461 Джонбьорд (Johnbird)        | 1998 YT29            | 27 грудня 1998    | Станція Андерсон-Меса                   | LONEOS                         |
| 15462 Стюмеган (Stumegan)         | 1999 AV1             | 8 січня 1999      | Обсерваторія Кітт-Пік                   | Spacewatch                     |
| (15463) 1999 AT2                  | 1999 AT2             | 9 січня 1999      | Обсерваторія Оїдзумі                    | Такао Кобаяші                  |
| (15464) 1999 AN5                  | 1999 AN5             | 12 січня 1999     | Обсерваторія Оїдзумі                    | Такао Кобаяші                  |
| 15465 Букройдер (Buchroeder)      | 1999 AZ5             | 15 січня 1999     | Обсерваторія Кітт-Пік                   | Spacewatch                     |
| 15466 Барлов (Barlow)             | 1999 AR23            | 14 січня 1999     | Станція Андерсон-Меса                   | LONEOS                         |
| 15467 Афлорсх (Aflorsch)          | 1999 AN24            | 15 січня 1999     | Коссоль                                 | ODAS                           |
| (15468) 1999 AT31                 | 1999 AT31            | 14 січня 1999     | Обсерваторія Кітт-Пік                   | Spacewatch                     |
| 15469 Омура (Ohmura)              | 1999 BC              | 16 січня 1999     | Обсерваторія Оїдзумі                    | Такао Кобаяші                  |
| (15470) 1999 BS                   | 1999 BS              | 16 січня 1999     | Вішнянська обсерваторія                 | Корадо Корлевіч                |
| (15471) 1999 BE5                  | 1999 BE5             | 19 січня 1999     | Обсерваторія Гай-Пойнт                  | Денніс Чесні                   |
| (15472) 1999 BR5                  | 1999 BR5             | 20 січня 1999     | Вішнянська обсерваторія                 | Корадо Корлевіч                |
| (15473) 1999 BL9                  | 1999 BL9             | 23 січня 1999     | Вішнянська обсерваторія                 | Корадо Корлевіч                |
| (15474) 1999 BG11                 | 1999 BG11            | 20 січня 1999     | Коссоль                                 | ODAS                           |
| (15475) 1999 BQ14                 | 1999 BQ14            | 24 січня 1999     | Вумера                                  | Френк Золотовскі               |
| 15476 Нарендра (Narendra)         | 1999 BW24            | 18 січня 1999     | Сокорро (Нью-Мексико)                   | LINEAR                         |
| (15477) 1999 CG1                  | 1999 CG1             | 6 лютого 1999     | Обсерваторія Оїдзумі                    | Такао Кобаяші                  |
| (15478) 1999 CZ2                  | 1999 CZ2             | 7 лютого 1999     | Обсерваторія Пістоїєзе                  | Лучано Тезі, Андреа Боаттіні   |
| (15479) 1999 CH9                  | 1999 CH9             | 8 лютого 1999     | Обсерваторія Уенохара                   | Нобухіро Кавасато              |
| (15480) 1999 CB14                 | 1999 CB14            | 12 лютого 1999    | Обсерваторія Уенохара                   | Нобухіро Кавасато              |
| (15481) 1999 CK19                 | 1999 CK19            | 10 лютого 1999    | Сокорро (Нью-Мексико)                   | LINEAR                         |
| (15482) 1999 CB21                 | 1999 CB21            | 10 лютого 1999    | Сокорро (Нью-Мексико)                   | LINEAR                         |
| (15483) 1999 CW25                 | 1999 CW25            | 10 лютого 1999    | Сокорро (Нью-Мексико)                   | LINEAR                         |
| (15484) 1999 CU46                 | 1999 CU46            | 10 лютого 1999    | Сокорро (Нью-Мексико)                   | LINEAR                         |
| (15485) 1999 CY53                 | 1999 CY53            | 10 лютого 1999    | Сокорро (Нью-Мексико)                   | LINEAR                         |
| (15486) 1999 CP62                 | 1999 CP62            | 12 лютого 1999    | Сокорро (Нью-Мексико)                   | LINEAR                         |
| (15487) 1999 CC63                 | 1999 CC63            | 12 лютого 1999    | Сокорро (Нью-Мексико)                   | LINEAR                         |
| (15488) 1999 CB75                 | 1999 CB75            | 12 лютого 1999    | Сокорро (Нью-Мексико)                   | LINEAR                         |
| (15489) 1999 CJ78                 | 1999 CJ78            | 12 лютого 1999    | Сокорро (Нью-Мексико)                   | LINEAR                         |
| (15490) 1999 CJ81                 | 1999 CJ81            | 12 лютого 1999    | Сокорро (Нью-Мексико)                   | LINEAR                         |
| (15491) 1999 CW85                 | 1999 CW85            | 10 лютого 1999    | Сокорро (Нью-Мексико)                   | LINEAR                         |
| 15492 Нюберг (Nyberg)             | 1999 CG89            | 10 лютого 1999    | Сокорро (Нью-Мексико)                   | LINEAR                         |
| (15493) 1999 CS105                | 1999 CS105           | 12 лютого 1999    | Сокорро (Нью-Мексико)                   | LINEAR                         |
| (15494) 1999 CX123                | 1999 CX123           | 11 лютого 1999    | Сокорро (Нью-Мексико)                   | LINEAR                         |
| 15495 Боґі (Bogie)                | 1999 DF2             | 17 лютого 1999    | Обсерваторія Ріді-Крик                  | Джон Бротон                    |
| (15496) 1999 DQ3                  | 1999 DQ3             | 20 лютого 1999    | Обсерваторія Наті-Кацуура               | Йошісада Шімідзу, Такеші Урата |
| 15497 Лукка (Lucca)               | 1999 DE7             | 23 лютого 1999    | Астрономічна обсерваторія Монте-Аґліале | Сауро Донаті                   |
| (15498) 1999 EQ4                  | 1999 EQ4             | 13 березня 1999   | Вішнянська обсерваторія                 | Корадо Корлевіч                |
| 15499 Клойд (Cloyd)               | 1999 FY8             | 19 березня 1999   | Станція Андерсон-Меса                   | LONEOS                         |
| 15500 Анантпатель (Anantpatel)    | 1999 FO26            | 19 березня 1999   | Сокорро (Нью-Мексико)                   | LINEAR                         |

| ← Астероїди 10001—20000 → |             |             |             |             |             |             |             |             |             |
| 10001—10100               | 11001—11100 | 12001—12100 | 13001—13100 | 14001—14100 | 15001—15100 | 16001—16100 | 17001—17100 | 18001—18100 | 19001—19100 |
| 10101—10200               | 11101—11200 | 12101—12200 | 13101—13200 | 14101—14200 | 15101—15200 | 16101—16200 | 17101—17200 | 18101—18200 | 19101—19200 |
| 10201—10300               | 11201—11300 | 12201—12300 | 13201—13300 | 14201—14300 | 15201—15300 | 16201—16300 | 17201—17300 | 18201—18300 | 19201—19300 |
| 10301—10400               | 11301—11400 | 12301—12400 | 13301—13400 | 14301—14400 | 15301—15400 | 16301—16400 | 17301—17400 | 18301—18400 | 19301—19400 |
| 10401—10500               | 11401—11500 | 12401—12500 | 13401—13500 | 14401—14500 | 15401—15500 | 16401—16500 | 17401—17500 | 18401—18500 | 19401—19500 |
| 10501—10600               | 11501—11600 | 12501—12600 | 13501—13600 | 14501—14600 | 15501—15600 | 16501—16600 | 17501—17600 | 18501—18600 | 19501—19600 |
| 10601—10700               | 11601—11700 | 12601—12700 | 13601—13700 | 14601—14700 | 15601—15700 | 16601—16700 | 17601—17700 | 18601—18700 | 19601—19700 |
| 10701—10800               | 11701—11800 | 12701—12800 | 13701—13800 | 14701—14800 | 15701—15800 | 16701—16800 | 17701—17800 | 18701—18800 | 19701—19800 |
| 10801—10900               | 11801—11900 | 12801—12900 | 13801—13900 | 14801—14900 | 15801—15900 | 16801—16900 | 17801—17900 | 18801—18900 | 19801—19900 |
| 10901—11000               | 11901—12000 | 12901—13000 | 13901—14000 | 14901—15000 | 15901—16000 | 16901—17000 | 17901—18000 | 18901—19000 | 19901—20000 |